# Grevillea miqueliana
Grevillea miqueliana är en tvåhjärtbladig växtart. Grevillea miqueliana ingår i släktet Grevillea och familjen Proteaceae.

## Underarter
Arten delas in i följande underarter:
- G. m. cincta
- G. m. miqueliana
- G. m. moroka